# Francesco Cassardo
 (février 2020).
Francesco Cassardo, né le 25 septembre 1988 à Turin, est un alpiniste italien et ancien joueur de rugby à XV.

## Biographie

### Carrière en rugby
Francesco Cassardo est né à Turin et vit dans la ville de Rivoli. Enfant, il découvre le monde de la montagne, initié par son père. Il apprend à skier dès l'âge de quatre ans et participe à de nombreuses compétitions pour le Rivoli Ski Club. Au cours de son adolescence, il pratique divers sports, dont la natation, le basket-ball, le football et le handball, jusqu'à ce que, à l'été 2002, il aborde le monde du rugby à XV. Il commence à jouer chez les jeunes de Rivoli Rugby jusqu'à ses débuts en équipe sénior en 2006 en championnat de Serie C, quatrième niveau du rugby à XV en Italie. À la suite de la fusion du club avec le club amateur d'Airaca Rugby et la fondation ultérieure de Taurinia Rugby, il rejoint le CUS Torino accédant à la Serie B. Après deux années à ce niveau, il participe à la promotion de son club en Serie A lors de la saison 2012-2013.

### Débuts en alpinisme
En 2016, il est diplômé de la faculté de médecine de Turin et commence à travailler en 2017 au service des urgences de Pignerol. Pendant cette période, il délaisse le rugby et se consacre entièrement à l'alpinisme, s'initiant à la pratique de l'escalade sur les cascades de glace. En février 2018, lors d'une ascension, il rencontre l'alpiniste Carlo Alberto Cimenti ; l'amitié entre les deux hommes débouche sur une collaboration sportive qui les conduit à préparer une expédition au Pakistan dans le but de skier pour la première fois le pic Laila puis de gravir le Gasherbrum II. Francesco a décidé de tenter le GII avec son ami Cimenti et l'ultra-traileur Maurizio Basso. En raison des conditions météorologiques défavorables, le groupe n'a pas pu terminer l'ascension, s'arrêtant à 6 000 m. Francesco Cassardo décide d'organiser à nouveau une expédition avec Cimenti afin de gravir le sommet vierge du Gasherbrum VII l'année suivante.

### Gasherbrum VII

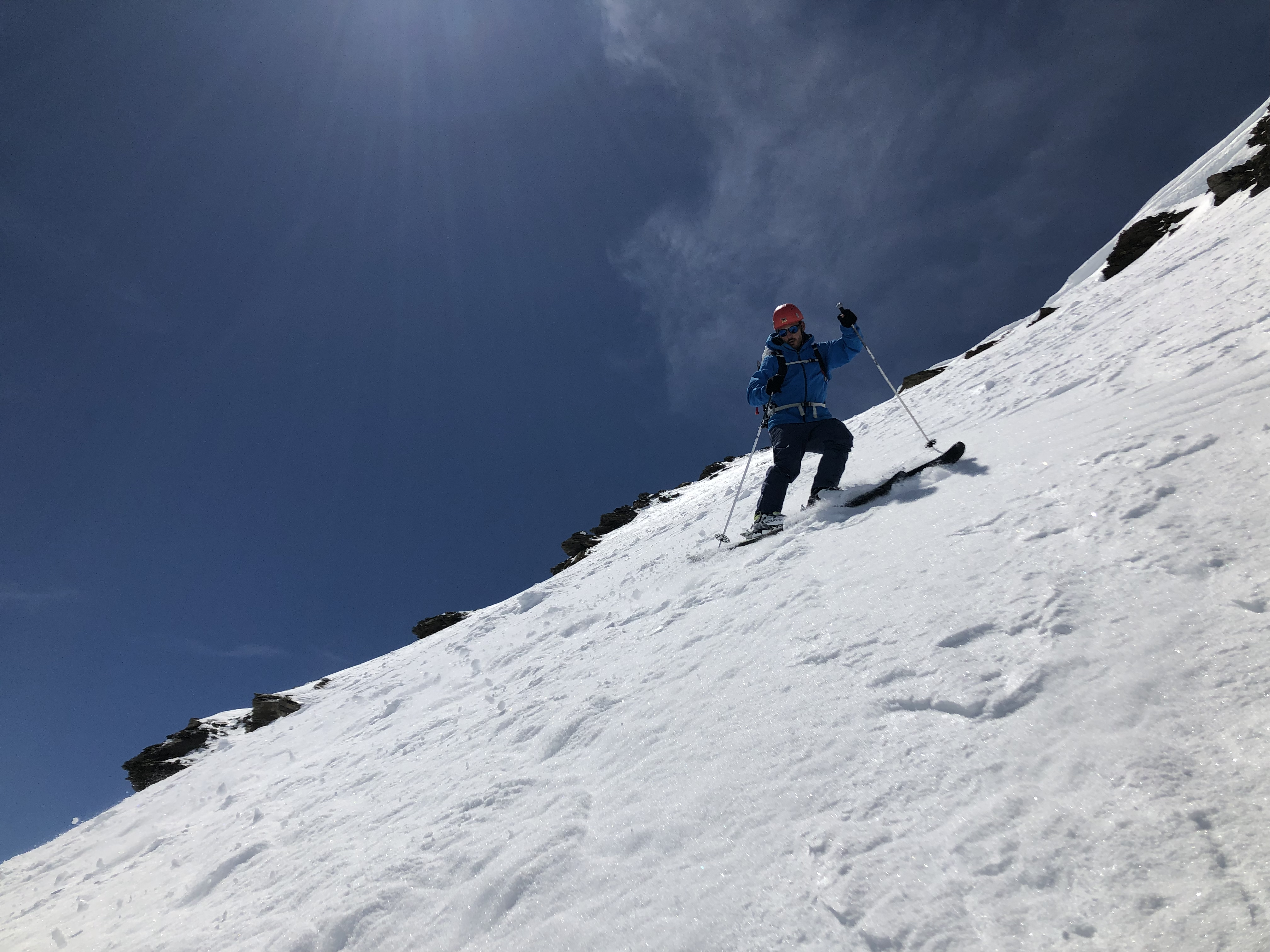
Cassardo dans une séquence de ski extrême.

À l'été 2019, Francesco Cassardo décide d'entreprendre l'ascension du Gaseherbrum VII, avec son ami Carlo Cimenti. La première partie de l'ascension, pour atteindre l'altitude de 6 955 m, est facilitée par d'excellentes conditions météorologiques. Le but de l'ascension est d'être les premiers à atteindre le sommet.
Les conditions météorologiques favorables ont permis à Cassardo de se rapprocher du sommet. Cependant, le degré d'inclinaison de la pente à 60° et les nombreux pièges de la montagne ont contraint les alpinistes à s'arrêter à seulement 100 m du sommet. Lors de sa descente au camp de base, Francesco Cassardo  chute de près de 500 mètres. Cimenti, plus bas que son compagnon, le rejoint et prévient les secours mais, en raison des conditions, l'hélicoptère ne peut décoller. Cimenti redescend au camp de base à 5 900 m d'altitude pour prendre des équipements afin de passer la nuit auprès de Cassardo. Le lendemain, une expédition comprenant quatre alpinistes, dont Bowie Don (en) et Denis Urubko rejoint les deux hommes et parvient à les redescendre au camp de base où ils passent ensemble une nouvelle nuit,. Le grimpeur blessé est héliporté d'urgence à l'hôpital militaire de Skardu, où il reste deux jours. Plus tard, il est transféré à l'hôpital spécialisé d'Islamabad où les médecins s'efforceront de le maintenir dans un état stable. À son retour en Italie, il est pris en charge par une équipe du centre de médecine de montagne de l'hôpital Umberto Parini de la Vallée d'Aoste où il séjourne pendant un mois. À la suite de l'accident, Francesco Cassardo a signalé la perte partielle des phalanges des mains due aux gelures, la rupture de plusieurs structures du genou droit et de deux vertèbres.